# Jessica Bießmann
Jessica Bießmann (* 28. August 1981 in Berlin) ist eine deutsche Politikerin (AfD). Sie war von 2016 bis 2021 Mitglied des Berliner Abgeordnetenhauses.

## Leben
Bießmann erwarb an der Ernst-Haeckel-Oberschule die mittlere Reife und absolvierte eine Berufsausbildung zur Automobilkauffrau. Nach eigenen Angaben arbeitet sie für eine Security-Firma. Sie hat drei Kinder.
Bei der Wahl zum Abgeordnetenhaus von Berlin 2016 wurde sie als Direktkandidatin der AfD über den Wahlkreis 103 (Marzahn-Hellersdorf 3) in das Abgeordnetenhaus gewählt. Das Direktmandat gewann sie mit 29,8 % der Erststimmen und löste damit Gabriele Hiller (Die Linke) als Direktkandidatin ab. Im Abgeordnetenhaus war sie familienpolitische Sprecherin der AfD-Fraktion.
Im Oktober 2018 leitete der Berliner Landesverband der AfD ein Parteiausschlussverfahren gegen Bießmann ein. Zuvor hatte ein Twitter-Nutzer auf alte Fotos bei Myspace hingewiesen, auf denen Bießmann vor einem Regal posierte, auf dem Weinflaschen mit Hitler-Etiketten („Führerwein“) standen. Sie erklärte, die Fotos seien vor 10 Jahren in der Wohnung eines Freundes entstanden, mit dem sie keinen Kontakt mehr habe. Die Flaschen im Hintergrund habe sie nicht bemerkt. Die AfD-Fraktion im Berliner Abgeordnetenhaus schloss Bießmann Anfang November aus.
Im Februar 2019 wurde bekannt, dass Bießmann seit ihrem Fraktionsausschluss an keinen Sitzungen des Abgeordnetenhauses und seiner Ausschüsse mehr teilgenommen hat. Schon zuvor soll sie nach Angaben ihrer früheren Fraktion ihren Aufgaben als familienpolitische Sprecherin nur sporadisch nachgekommen sein. Der AfD-Fraktionsvorsitzende Georg Pazderski kritisierte, es sei ein „Affront gegenüber dem Steuerzahler“, wenn Bießmann nichts tue, aber weiterhin Diäten erhalte. Bießmanns Verhalten sei „unlauter und unappetitlich.“ Im Februar 2019 nahm Bießmann allerdings in Burladingen an einem Treffen von AfD-Mitgliedern teil, die von Parteiausschlussverfahren betroffen sind und sich dem radikalen Parteiflügel um Björn Höcke zugehörig fühlen. Am 21. Februar 2019 nahm sie wieder an einer Plenarsitzung teil.